# Fališe
Fališe (makedonska: Фалише) är en ort i Nordmakedonien. Den ligger i kommunen Tetovo, i den nordvästra delen av landet, 40 kilometer väster om huvudstaden Skopje. Fališe ligger 431 meter över havet och antalet invånare är 510.